# Batalha de Slankamen
A Batalha de Slankamen (também Batalha de Szlankamen em algumas fontes) ocorreu perto de Slankamen (na atual Voivodina, Sérvia) em 19 de agosto de 1691 entre o Império Otomano, e as forças da Áustria e Estados do Sacro Império Romano-Germânico como parte da Grande Guerra Turca.
Os otomanos haviam sofrido uma derrota militar parcial contra os austríacos na década de 1680, principalmente na Batalha de Viena em 1683 e a perda de Belgrado para Maximiliano II da Baviera em 1688 e da Bósnia em 1689. No entanto, com o início da Guerra dos Nove Anos, no oeste, o início da década de 1690 marcou o fim das conquistas dos Habsburgos nos Bálcãs e uma recuperação parcial otomana. Muitas tropas alemãs foram deslocadas para o leste a fim de combater, no Reno, as forças francesas de Luís XIV, motivando os turcos otomanos, liderados por Mustafá Köprülü, a continuar a guerra.
O confronto entre as duas forças aconteceu na margem oeste do rio Danúbio, no lado oposto à foz do rio Tisza. Mustafá Köprülü e suas tropas de 900 homens da etnia turca entraram em combate e conseguiram matar cerca de 6.000 cristãos. Mustafá Köprülü erguia o moral, mas ele e os seus soldados foram superados e mortos. Isto resultou em ataques desorganizados; apesar de estarem em maior número os otomanos estavam mal equipados e não conseguiram igualar o poder de fogo da infantaria alemã e austríaca de Luís Guilherme de Baden-Baden. Além disso, o sistema de abastecimento dos otomanos foi incapaz de manter uma longa guerra realizada nas vastas extensões da planície panônica.
Louis de Baden conseguiu quebrar o cerco imposto pelos otomanos, e atacou os seus flancos com a cavalaria, infligindo uma grande carnificina. Após uma dura batalha, o exército austríaco de 20.000 homens e 10.000 milícias sérvias saiu vitorioso sobre as forças otomanas, que eram em maior número.

## Conseqüências

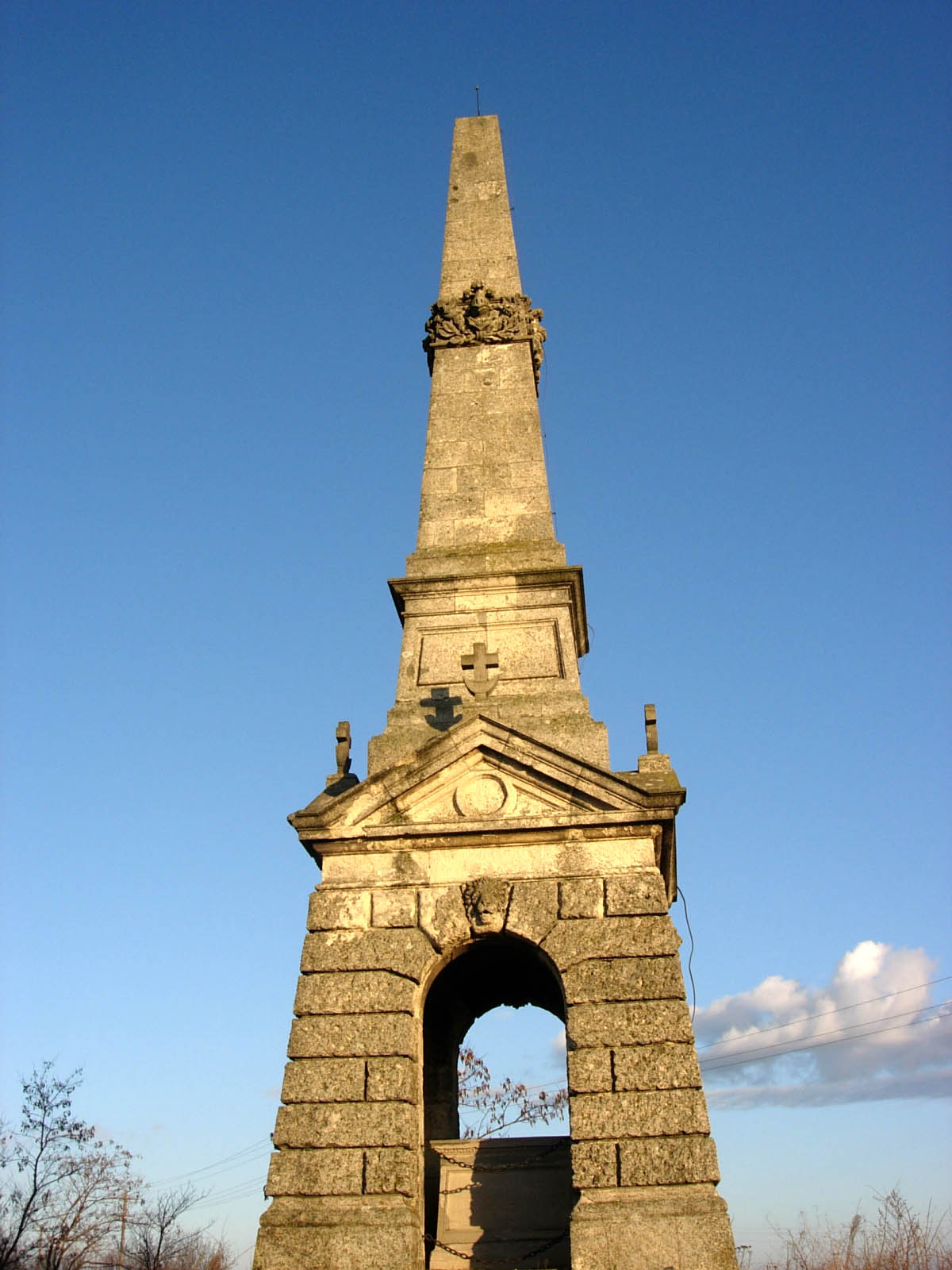
O monumento da Batalha de Slankamen.

A Batalha de Slankamen foi a última da Grande Guerra Turca (1683-1697), que poderia ter virado a guerra a favor dos otomanos.
A vitória austríaca era agora inevitável. A derrota otomana em Slankamen finalmente levou à assinatura do Tratado de Karlowitz em 1699.
Um obelisco de 16 metros de altura, foi construído em Slankamen para comemorar a vitória austríaca.